# Gruppo diciclico
Un gruppo diciclico, nella teoria dei gruppi, è un gruppo non abeliano di ordine {\displaystyle 4n}, usualmente denotato con {\displaystyle \operatorname {Dic} _{n}}, per qualche {\displaystyle n>1}, che nasce dall'estensione del gruppo ciclico {\displaystyle C_{2}} di ordine 2 mediante il gruppo ciclico {\displaystyle C_{2n}} di ordine {\displaystyle 2n}. Il gruppo è univocamente determinato dalla seguente presentazione:
{\displaystyle \operatorname {Dic} _{n}=\langle a,x\mid a^{2n}=1,\ x^{2}=a^{n},\ x^{-1}ax=a^{-1}\rangle .\,\!}